# Marc Sluszny
 (juin 2018).
Si vous disposez d'ouvrages ou d'articles de référence ou si vous connaissez des sites web de qualité traitant du thème abordé ici, merci de compléter l'article en donnant les références utiles à sa vérifiabilité et en les liant à la section « Notes et références ».
Marc Sluszny (né à Mortsel le 1er février 1962 et mort le 28 juin 2018, est un aventurier de l’extrême, athlète, conférencier, coach mental et auteur. Il a fait partie de l’équipe nationale belge dans différentes disciplines[Lesquelles ?] et a battu plusieurs records mondiaux[réf. nécessaire]. Depuis quelques années il se concentre principalement à soutenir et entraîner des chefs d'entreprises et athlètes de haut niveau.
Il est également auteur une série de livres de photos, histoires et autobiographie, ainsi que, en collaboration avec Ann Van Loock, de plusieurs polars qui mêlent fiction et non-fiction.

## Biographie
En 1982, il devient membre de l’équipe nationale belge de la Coupe Davis de tennis. En 1988, il traverse la Manche à la nage (en solo) de Douvres au cap Blanc-Nez (10 h 30 min). En 1994, il bat le record du monde d’altitude en saut à l’élastique d’une montgolfière (6 720 m). Puis en 1995 il devient champion Belge de Skysurfing (parachutisme) et il remporte la 4e place aux Championnats du Monde à Eloy, en Arizona.[réf. nécessaire]
Comme membre de l’expédition belge en Himalaya, il escalade en 1997 l’Annapurna (8 091 m) sans oxygène. En 2000, il bat le record belge de voltige en deltaplane. En 2002, il devient membre de l’équipe olympique belge d’escrime (et fait 8e aux Championnats du Monde et 12e aux Championnats d’Europe par équipes). Ensuite en 2003, comme premier belge, il participe au 'Sydney-Hobart' (course nautique de l'hémisphère sud).
Deux ans plus tard, en 2005, il termine plusieurs courses d’endurance en voiture, dont les 24 Heures de Daytona et du Nürburgring. En 2006, il traverse les États-Unis de côte à côte en hydravion (Lake Bucanneer), et en 2007 il bat le record d’altitude en vol à voile (11 300 m) au-dessus des Andes.
En 2008, il mène une expédition de plongée sous-marine vers l’épave du Britannic, le navire-jumeau du Titanic (à 120 m de profondeur). En 2009 il atteint la 4e place lors des Championnats du Monde en motonautique (P1).
En 2011, il pilote l’équipe nationale de bobsleigh (à deux et à quatre) et participe aux Championnats d’Europe et aux Championnats du Monde.
Dans cette même année, est également apparu son documentaire cinématographique Sharkwise, sur ses aventures de plongée auprès des grands requins blancs.
En juin 2012, il établit un nouveau record du monde dans la discipline Vertical Run (100 m en 15 min 56 s), parcourant de haut en bas la tour Belgacom.
En 2013, Marc plonge à une profondeur de 168 mètres (en circuit ouvert) dans le trou bleu de Dahab (Égypte). Et finalement en juillet 2016, il participe à une expédition américaine de plongée sous-marine vers l’épave de l'Andrea Doria.
Le 29 juin 2018, il est porté disparu à la suite d'un accident de plongée dans l'exsurgence de Font Estramar à Salses-le-Château. Son corps a été découvert en septembre 2018.

## Filmographie
- 2010 : Sharkwise de Lieven Debrauwer
  - Documentaire sur les aventures de plongée de Marc Sluszny auprès des grands requins blancs.

## Prix
- 2004 : prix Hercule-Poirot, pour Code zwart[réf. nécessaire]
- 2005 : prix De Diamanten Kogel, pour De witte salamander[réf. nécessaire]
- 2011 : prix Van Gogh, pour Sarkwise[réf. nécessaire]
- 2011 : Festival de Cannes, sélection officielle pour Sarkwise[réf. nécessaire]

### Articles de presse
(décembre 2015).
- Jean Bernard, « Le Mystère du Britannic HMHS », La Dernière Heure/Les Sports,‎ 12 septembre 2008
- « Plongée en eau profonde pour une expédition belge », La Dernière Heure/Les Sports,‎ 19 septembre 2008
- Jean Bernard, « Nos amis les requins blancs », La Dernière Heure/Les Sports,‎ 25 janvier 2009
- Jean Bernard, « Sluszny sur les traces de Houben », La Dernière Heure/Les Sports,‎ 18 avril 2010
- (en) Jo De Ruyck, « Ik ben altijd bang », Het Nieuwsblad,‎ 10 juin 2010
- « L'aventure est son métier », La Dernière Heure/Les Sports,‎ 17 juillet 2010
- (nl) Jeroen Schmale, « Sportwereld De man die alles kan en alles durft », Algemeen Dagblad,‎ 28 décembre 2010
- Joël Grégoire, « Sluszny : « Il faut être un peu barjo pour ce sport ! » », Le Soir,‎ 13 janvier 2011
- (nl) Bart Fieremans, « Ik ben mijn eigen held », Het Laatste Nieuws,‎ 21 janvier 2011
- (nl) Hans Jacobs, « Ik rust wel als ik dood ben », Het Laatste Nieuws,‎ 22 février 2011
- (nl) Thijs Zonneveld, « Een mooier cv dan Indiana Jones en 007 », De Pers,‎ 3 février 2011
- (nl) « Marc Sluszny 'live' tussen de haaien », Het Laatste Nieuws,‎ 18 mars 2011
- Wim Dæninck, « Marc Sluszny : « Ik ben bang voor het onbekende » », Gazet van Antewerpen,‎ 31 mars 2011
- Dennis van Damme, « Antwerpenaar duikt naar wrak zusterschip Titanic », Gazet van Antewerpen,‎ 19 octobre 2011
- « Marc Sluszny 16e à l'Euro de bob à quatre dimanche à Winterberg », sur l'avenir, 23 janvier 2011